# Claus Lindner
Claus Lindner (* 3. November 1959 in Ost-Berlin) ist ein deutscher Bildhauer.

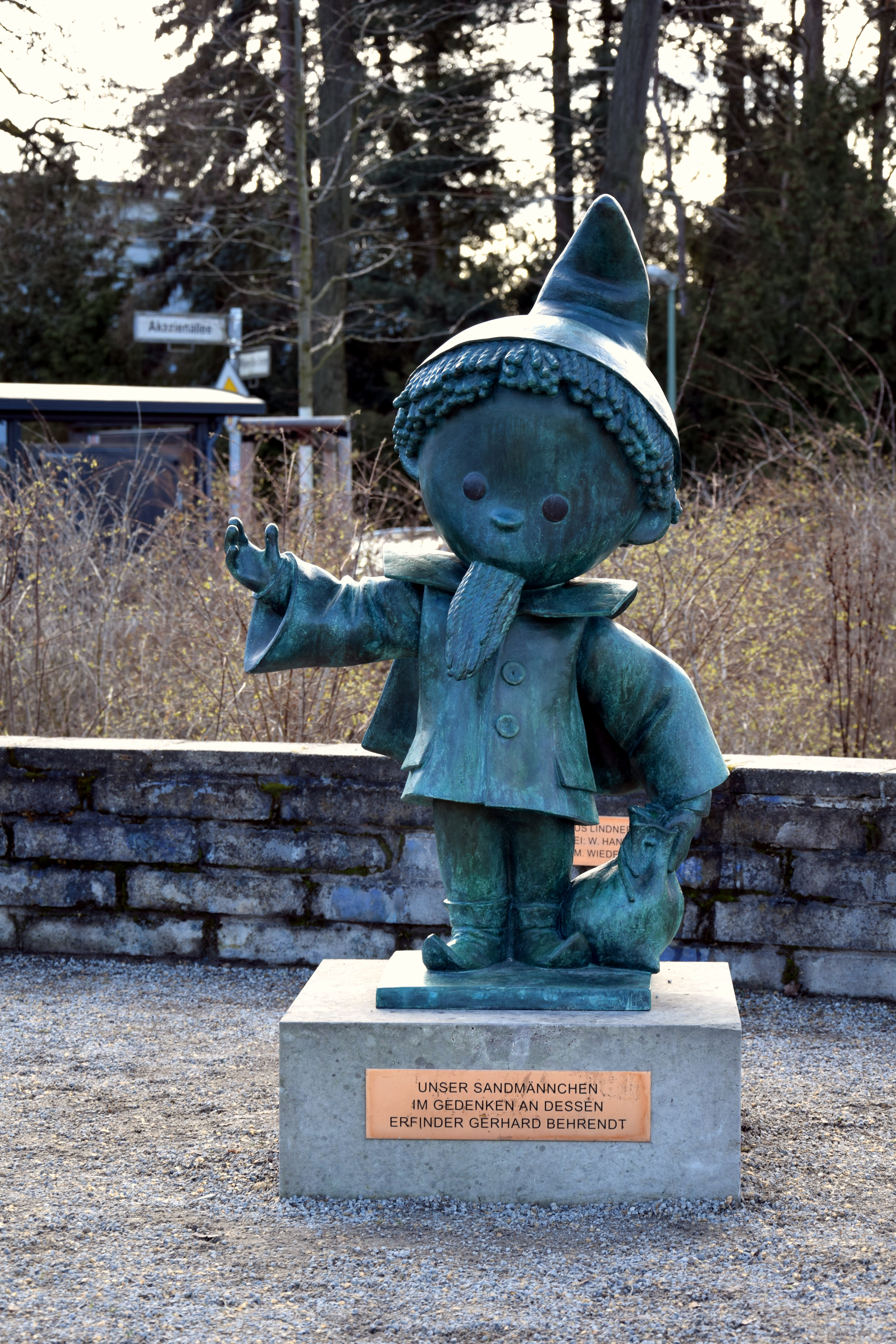
Unser Sandmännchen in Bronze, Berlin-Mahlsdorf

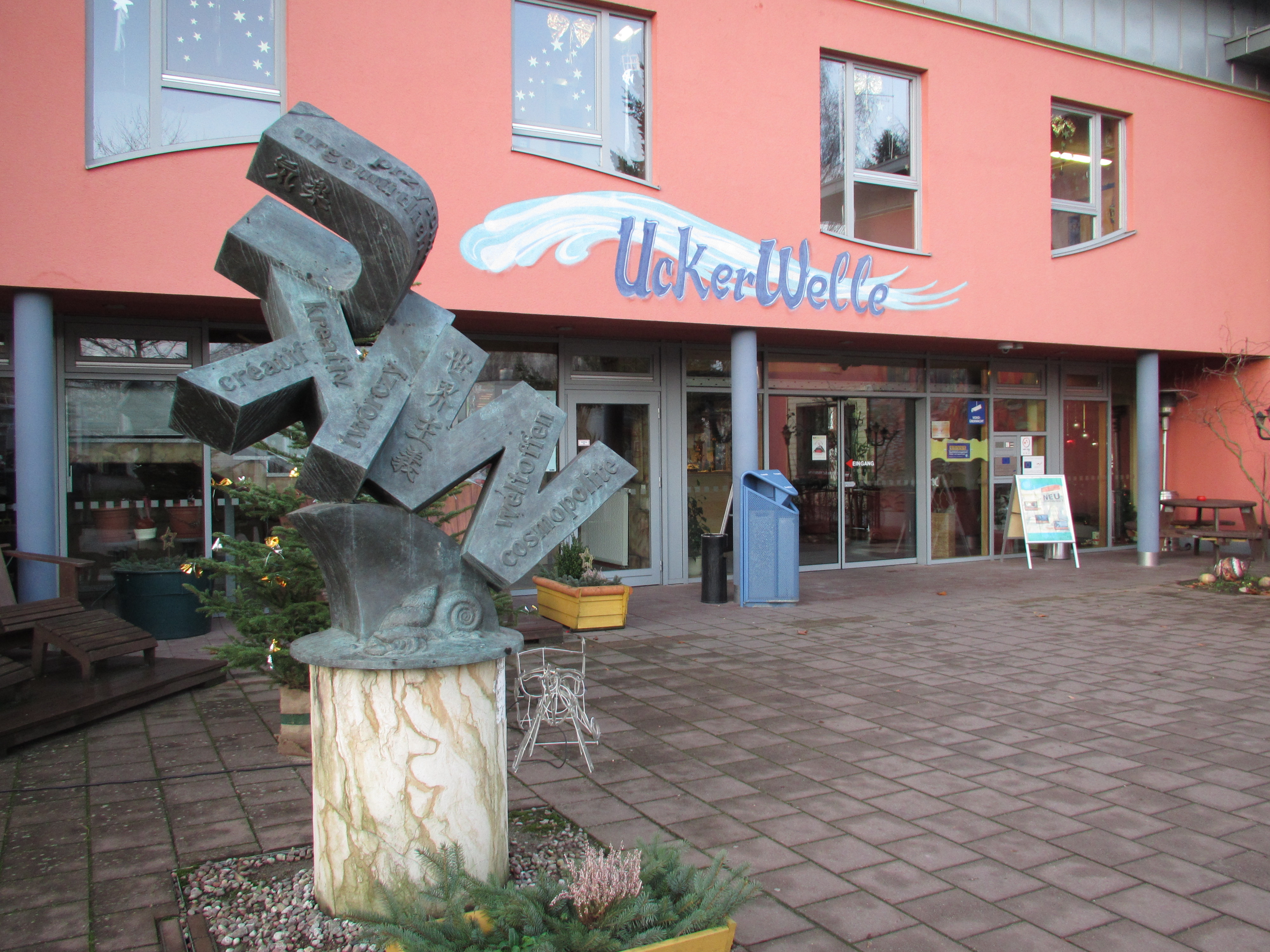
UKW in Bronze, Prenzlau

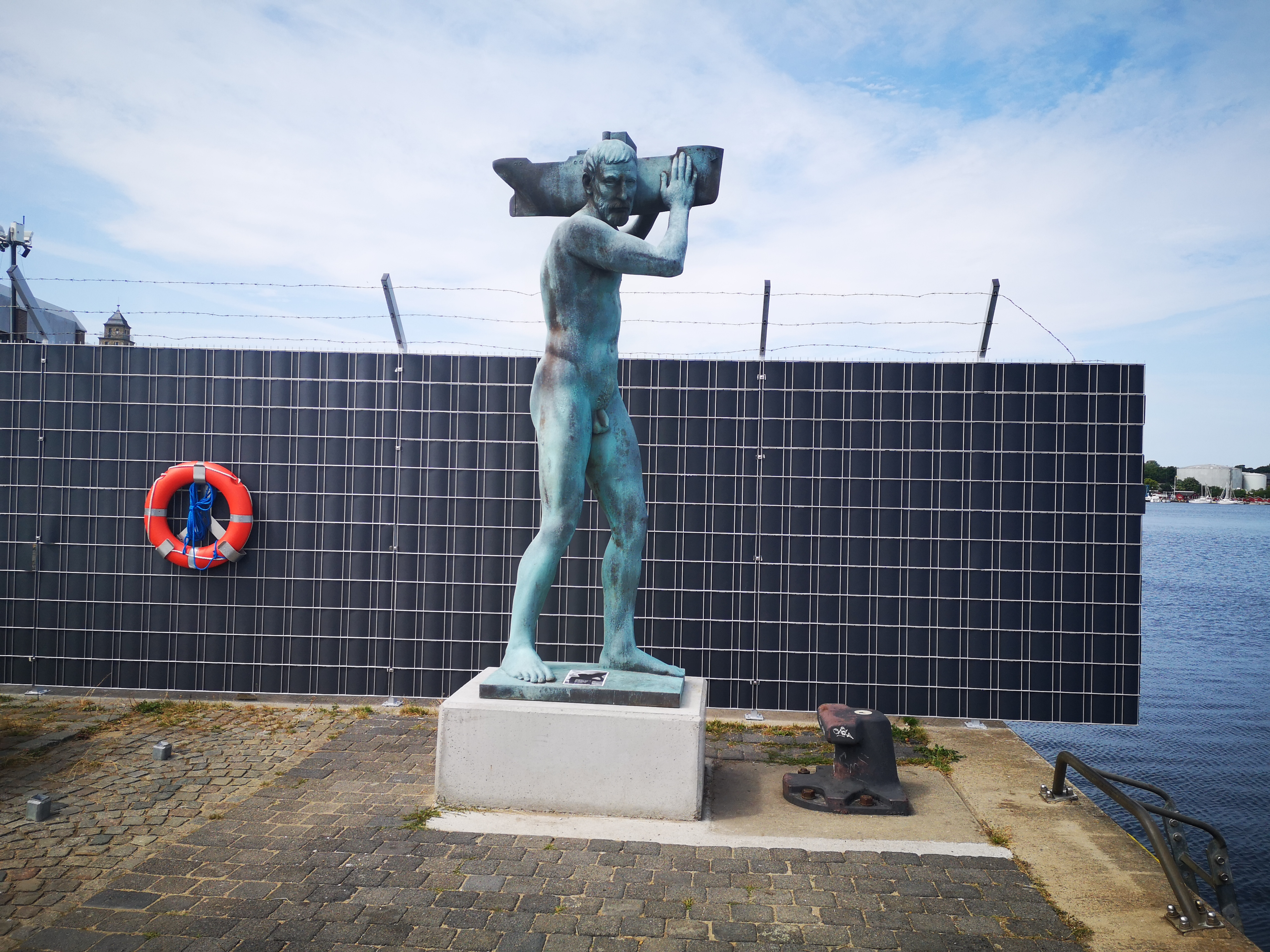
Christophorus in Bronze, Flensburg

## Leben
Lindner wurde 1959 in Berlin-Mitte geboren und legte 1978 sein Abitur ab. 1971 gewann er erstmals einen Mal- und Zeichenwettbewerb in Berlin. Von 1980 an studierte er Bildhauerei an der Kunsthochschule Berlin-Weißensee und schloss 1985 als Diplom-Bildhauer ab. Ebendort begann er bis 1986 eine Aspirantur und wurde danach freischaffend tätig. Er war Mitglied im Verband Bildender Künstler der DDR. Seit März 1989 lebt er im brandenburgischen Prenzlau.
Als Bildhauer ist er auf Bronzefiguren spezialisiert, von denen einige im öffentlichen Raum ausgestellt sind. Darüber hinaus ist er grafisch tätig und fertigt Aktzeichnungen und Druckgrafiken. 
An der X. Kunstausstellung der DDR 1987/88 nahm Lindner ebenso teil, wie er 1988 an der Ausstellung Junge Künstler 88 – Malerei – Grafik – Plastik in der Galerie Schwerin und 1989/90 an der Wanderausstellung Amsterdam–Berlin(DDR)–Madrid–Berlin(West) – Arbeiten von Studenten aus vier Kunsthochschulen beteiligt war.
Die von ihm 2022 aufgestellte Statue Christophorus in Flensburg war Gegenstand öffentlicher Diskussionen über Nacktheit und männliche Dominanz. Er schuf 2022 die in Berlin-Mahlsdorf aufgestellte Skulptur des Sandmännchens. Zum 777. Stadtgeburtstag von Neubrandenburg fertigte er 2025 eine auf 50 Exemplare limitierte Gedenkmedaille.

## Werke (Auswahl)
| Titel                              | Entstehungsjahr | Ort              | Lage |
| ---------------------------------- | --------------- | ---------------- | ---- |
| Völkerfreundschaft                 | 1985            | Bogensee         | Lage |
| Potzlower Roland                   | 1991            | Potzlow          | Lage |
| Großer Löwe                        | 1997            | Neubrandenburg   | Lage |
| Feder und Tintenfaß                | 2000            | Neubrandenburg   | Lage |
| Feuerwehrhahn                      | 2004            | Flensburg        | Lage |
| UKW                                | 2005            | Prenzlau         | Lage |
| Hochzeitsbaum                      | 2007            | Monschau/Eiffel  | Lage |
| Porträtbüste Jacob-Phillip Hackert | 2007            | Prenzlau         | Lage |
| Harlekin                           | 2012            | Prenzlau         | Lage |
| Christophorus                      | 2022            | Flensburg        | Lage |
| Unser Sandmännchen                 | 2022            | Berlin-Mahlsdorf | Lage |
| Relief Günter-Harder-Stadion       | 2023            | Neubrandenburg   | Lage |